# Friday the Thirteenth (pel·lícula de 1916)

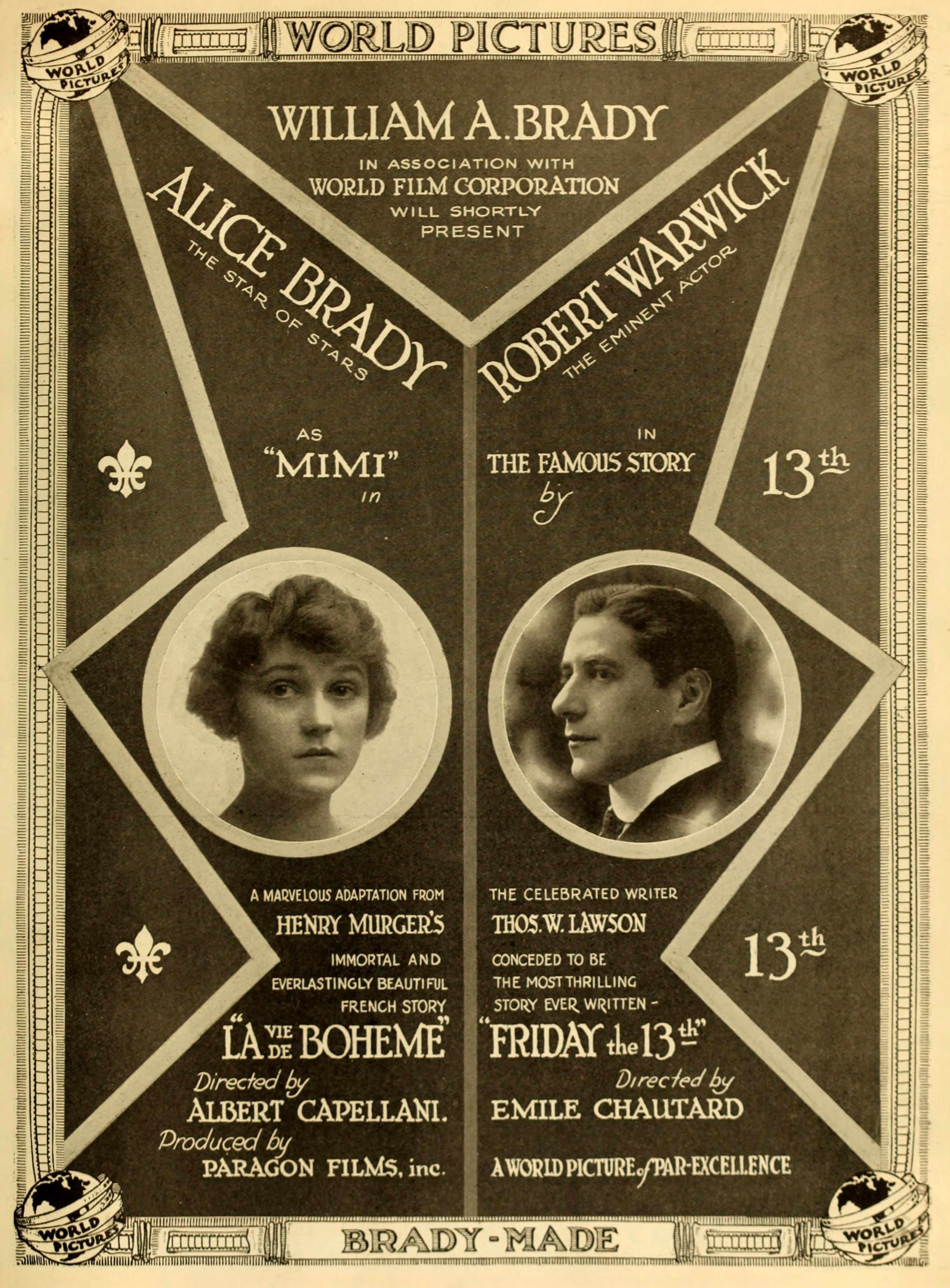
Anunci de la pel·lícula de Robert Warwick conjuntament amb la de "La Vie de Bohème" amb Alice Brady

Friday the Thirteenth (també titulada "Friday the 13th") és una pel·lícula muda de la World Film Corporation dirigida per Émile Chautard i protagonitzada per Robert Warwick i Gerda Holmes. Basada en un relat de Thomas W. Lawson, la pel·lícula es va estrenar el 18 de setembre de 1916. Es considera una pel·lícula perduda.

## Argument
El jutge Lee Sands, un cavaller aristocràtic del sud, és arruïnat pel poderós magnat de Wall Street, Peter Brownley. Aleshores la seva filla Beulah intenta venjar-se i per això aconsegueix una feina al despatx de Peter. Arriba a obtenir informació secreta de Peter, que després el seu pare intenta utilitzar per reconstruir la seva pròpia fortuna i fer caure Peter. A l'oficina, Beulah coneix el fill de Peter, Robert, i s'enamoren a primera vista. Tot i això, Beulah continua enviant informació privilegiada clandestinament al seu pare. Robert l’acaba atrapant i la tanca a l’armari fins que tanca la borsa. Més tard, quan la deixa sortir, ella es disculpa i ell Robert perdona. Després comencen a planificar el seu matrimoni, cosa que condueix a una reconciliació entre Pere i el jutge.

## Repartiment
- Robert Warwick (Robert Brownley)
- Gerda Holmes (Beulah Sands)
- Clarence Harvey (Peter Brownley)
- Charles Brandt (jutge Lee Sands)
- Montagu Love (comte Varneloff)
- Lenore Harris (Simone Brownley.)